# Leuctra festai
Leuctra festai är en bäcksländeart som beskrevs av Aubert 1954. Leuctra festai ingår i släktet Leuctra och familjen smalbäcksländor. Inga underarter finns listade i Catalogue of Life.